# Apollonia von Waldenfels

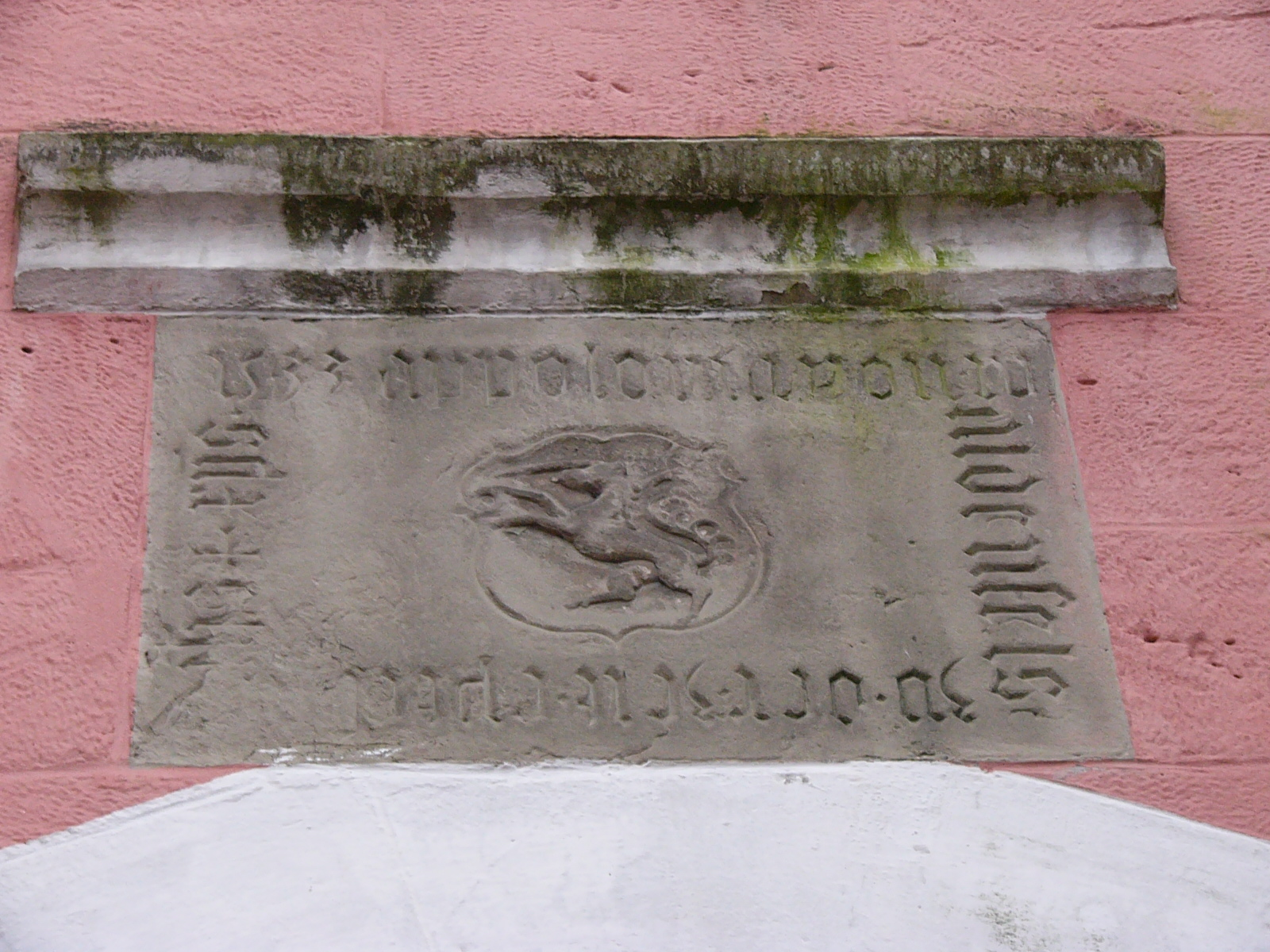
Inschrift über Torbogen, Hinweis auf die Bautätigkeit der Äbtissin

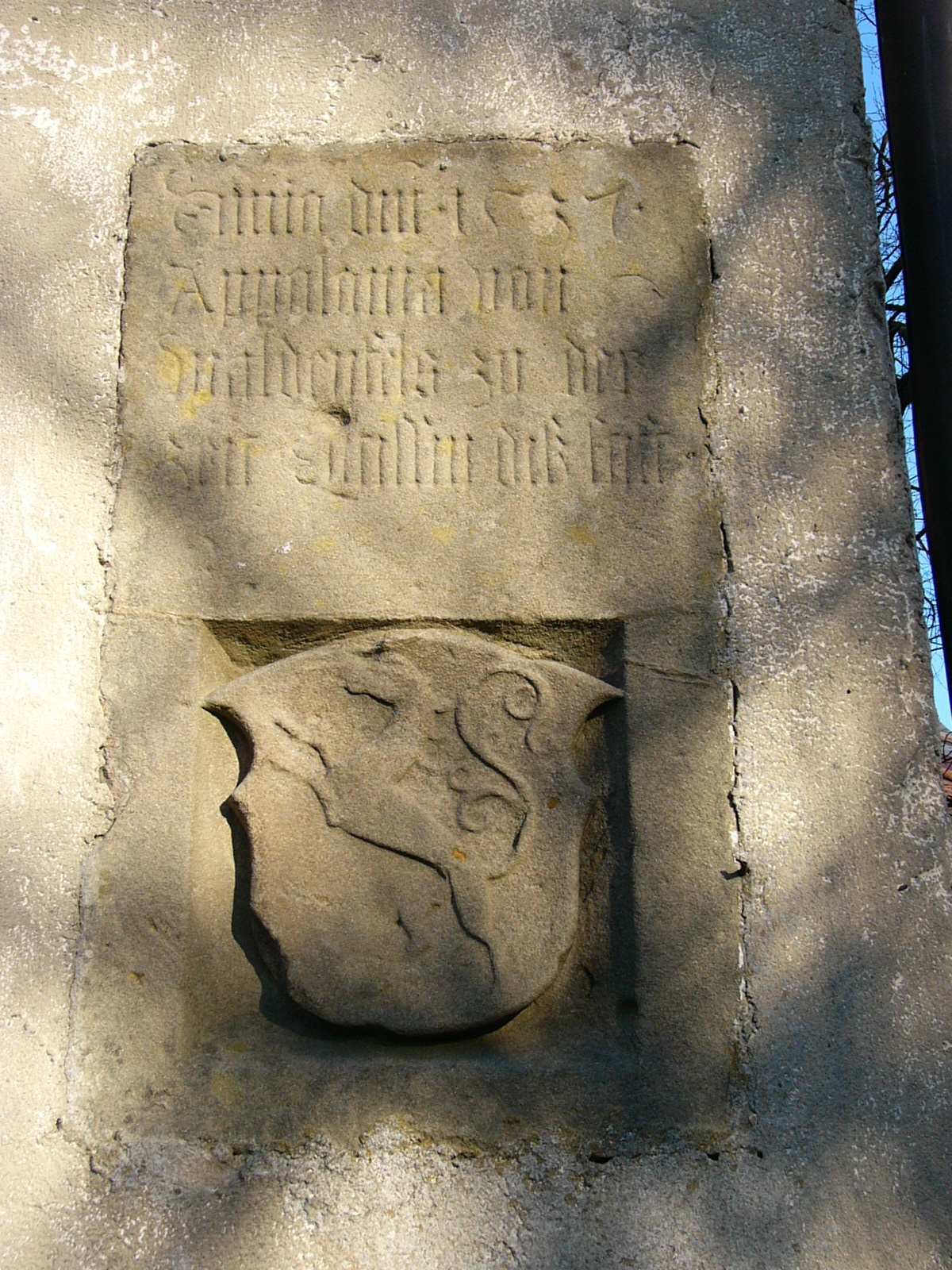
Weitere Tafel

Apollonia von Waldenfels († 21. Februar 1543) war Äbtissin des Klosters Himmelkron von 1529 bis 1543.
Apollonia stammte aus der Familie von Waldenfels. Sie hat den westlichen Flügel des Klosters angebaut. Insgesamt gibt es zwei Inschriften einschließlich ihres Wappens, die auf ihre Bautätigkeit hinweisen.
Die Reformation fand Einzug in der Region und fand in der Bevölkerung und bei den Geistlichen Zuspruch. Markgraf Georg nutzte die instabile Lage aber für seine eigenen politischen Zwecke: Er verschaffte sich einen Überblick über das Vermögen des Klosters und forcierte die Übertritte zum Protestantismus. So kam es 1529 zu einer Beschwerde des Bamberger Bischofs Weigand von Redwitz bei der Versammlung des Schwäbischen Bundes, dass die Geistlichen der Klöster Himmelkron und Hof zum Übertritt zum neuen Glauben genötigt würden. Aus einer Urkunde vom 27. Oktober 1531 geht hervor, dass der vom Markgrafen eingesetzte Prediger Johannes Behaim von der Kanzel aus in eine offene Auseinandersetzung mit der Äbtissin und der Priorin Dorothea von Wirsberg gegangen war. In der Zeit von 1533 bis 1537 wurden dem Kloster Umfassungsmauern und Tore hinzugefügt. Apollonia starb 1543 am Mittwoch nach Reminiscere und wurde in der Klosterkirche beigesetzt.